# Skandal – Filme, die Geschichte schrieben
Skandal – Filme, die Geschichte schrieben war eine Filmreihe des Privatsenders Tele 5, die ab 24. April 2018 ausgestrahlt wurde.

## Entstehung
Die Filmreihe wurde von Oskar Roehler präsentiert. Am 24. April 2018 startete die Reihe mit dem Film Reservoir Dogs. Auch Roehlers Film Jud Süß – Film ohne Gewissen war Teil der Reihe.

## Sendedaten

### Staffel 1
| Nr. (gesamt) | Nr. (Staffel) | Film                               | Ausstrahlungstermin |
| ------------ | ------------- | ---------------------------------- | ------------------- |
| 1            | 1             | Reservoir Dogs – Wilde Hunde       | 24. April 2018      |
| 2            | 2             | Natural Born Killers               | 2. Mai 2018         |
| 3            | 3             | Irreversible                       | 9. Mai 2018         |
| 4            | 4             | Requiem for a Dream                | 16. Mai 2018        |
| 5            | 5             | Augen der Angst                    | 20. Mai 2018        |
| 6            | 6             | Jud Süß – Film ohne Gewissen       | 20. Mai 2018        |
| 7            | 7             | Die blaue Lagune                   | 27. Mai 2018        |
| 8            | 8             | Das große Fressen                  | 3. Juni 2018        |
| 9            | 9             | Das Wiegenlied vom Totschlag       | 10. Juni 2018       |
| 10           | 10            | Wenn der Postmann zweimal klingelt | 17. Juni 2018       |
| 11           | 11            | Der letzte Tango in Paris          | 17. Juni 2018       |
| 12           | 12            | Idioten                            | 18. Juni 2018       |

### Staffel 2
| Nr. (gesamt) | Nr. (Staffel) | Film                              | Ausstrahlungstermin |
| ------------ | ------------- | --------------------------------- | ------------------- |
| 13           | 1             | Das Leben des Brian               | 27. Januar 2019     |
| 14           | 2             | Perdita Durango                   | 29. Januar 2019     |
| 15           | 3             | Salon Kitty                       | 1. Februar 2019     |
| 16           | 4             | 12 Uhr nachts – Midnight Express  | 5. Februar 2019     |
| 17           | 5             | Die letzte Versuchung Christi     | 6. Februar 2019     |
| 18           | 6             | Eraserhead                        | 11. Februar 2019    |
| 19           | 7             | Larry Flynt – Die nackte Wahrheit | 12. Februar 2019    |
| 20           | 8             | Inside Deep Throat                | 12. Februar 2019    |

### Staffel 3
| Nr. (gesamt) | Nr. (Staffel) | Film                                  | Ausstrahlungstermin |
| ------------ | ------------- | ------------------------------------- | ------------------- |
| 21           | 1             | Nymphomaniac Vol. I                   | 31. Januar 2020     |
| 22           | 2             | Blue Velvet                           | 2. Februar 2020     |
| 23           | 3             | Blood Simple – Eine mörderische Nacht | 2. Februar 2020     |
| 24           | 4             | Welcome to New York                   | 7. Februar 2020     |
| 25           | 5             | Dressed to Kill                       | 9. Februar 2020     |
| 26           | 6             | Michael Bay’s Texas Chainsaw Massacre | 14. Februar 2020    |
| 27           | 7             | Honeymoon Killers                     | 16. Februar 2020    |
| 28           | 8             | Der Exorzist                          | 23. Februar 2020    |

### Staffel 4
| Nr. (gesamt) | Nr. (Staffel) | Film                             | Ausstrahlungstermin |
| ------------ | ------------- | -------------------------------- | ------------------- |
| 29           | 1             | Apocalypse Now                   | 24. Januar 2021     |
| 30           | 2             | Tokio Dekadenz                   | 31. Januar 2021     |
| 31           | 3             | Hellraiser – Das Tor zur Hölle   | 7. Februar 2021     |
| 32           | 4             | Bilitis                          | 14. Februar 2021    |
| 33           | 5             | Belle de Jour – Schöne des Tages | 3. Oktober 2021     |
| 34           | 6             | Red, White & Blue                | 10. Oktober 2021    |
| 35           | 7             | Der Nachtportier                 | 17. Oktober 2021    |